# Wet van Parkinson
De wet van Parkinson is een wet, die stelt dat het werk van een taak uitdijt naar de tijd die beschikbaar is om een taak te realiseren: work expands to fill the time available for its completion.
Cyril Northcote Parkinson formuleerde deze op waarneming gebaseerde wet in 1958 in zijn boek Parkinson's Law: The Pursuit of Progress. Parkinson stelde vast dat de omvang van het Britse imperium afnam terwijl het ambtelijk apparaat van het Britse imperium in omvang toenam. De oorzaak hiervan was volgens Parkinson tweeledig:
- een manager wil, in plaats van meer rivalen, meer ondergeschikten,
- een manager creëert werk, ze houden elkaar bezig.

Parkinson nam waar dat het aantal mensen in een bureaucratie, onafhankelijk van het werkaanbod, met 5-7% per jaar toeneemt zonder dat hiervoor een logische verklaring te vinden was.
De wet van Parkinson is in algemene bewoordingen als volgt te formuleren: de vraag naar iets zal zich altijd aanpassen aan de maximale beschikbaarheid ervan.

## Andere wetten van Parkinson
Naast de hierboven beschreven wet heeft Parkinson nog enkele wetten gedefinieerd, zoals de trivialiteitswet die geldt bij vergaderingen: de tijd besteed aan een agendapunt is omgekeerd evenredig met het bedrag waarom het gaat. Andere wetten van Parkinson betreffen het onderhoud van een bedrijf (hoe netter een bedrijf, hoe slechter het draait), de optimale grootte van commissies en de verbreiding van jaloezie en incompetentie binnen een onderneming. Laurence J. Peter heeft die laatste wetten veralgemeend in het Peterprincipe: in een hiërarchie stijgt elke werknemer tot zijn niveau van incompetentie.

## Referentie
- Parkinson's Law, in The Economist (November 1955) – Engelse tekst met een wiskundige formule
- Hans van Maanen (1989): De wet van..., Boom, p. 117-119